# Англо-испанская война (1727—1729)
Англо-испанская война 1727—1729 годов (исп. Guerra anglo-española (1727-1729)) — война между Великобританией и Испанией, закончившаяся Севильским миром и сохранением статуса-кво.

## Предыстория
В Войне за испанское наследство (1701—1714) и в следующей за ней Войне четверного альянса (1718—1720) Испания потеряла все свои владения в Италии, Испанские Нидерланды, отошедшие Австрии, а также Минорку и Гибралтар, отошедшие Великобритании. После второй войны Испания оказалась почти изолирована, да и экономика стала терпеть убытки.
Карл VI Австрийский использовал полученные в войне Австрийские Нидерланды для налаживания заморской торговли. Ост-Индская компания Карла мешала торговле других держав. В 1724 году во французском городке Камбре на общеевропейском конгрессе Великобритания и Голландия требовали закрытия компании. Эти требования привели к тому, что Австрия и Испания 30 апреля 1725 заключили Венский союз, по которому австрийский император должен был всячески помочь испанскому королю в возвращении Гибралтара и Минорки, в частности послать 30-тысячное войско в случае военного конфликта. Король Испании Филипп V также обещал помощь Австрии.
Это соглашение, которое, как казалось, нарушит равновесие сил в Европе, напротив, привело к созданию союза между Британией, Пруссией, Францией и Ганновером. Союзу также помогали Голландия, Швеция и Дания, которые терпели экономические убытки от Испании и Австрии. До объявления войны не дошло. Испания пробовала вернуть себе Гибралтар, а английский флот ей противодействовал.
В 1726 году Англия отправила в Вест-Индию эскадру из 9 линейных кораблей под командованием вице-адмирала Хозиера, который в июне заблокировал Порто-Белло, вследствие чего уже приготовленный к отправлению «серебряный флот» пришлось разгрузить.
Блокада вест-индских испанских портов продолжалась после этого многие годы, несмотря на огромную смертность на английских судах. В течение 1727 и 1728 года умерли адмирал Хозиер, его преемник адмирал Хопсон, 8 командиров, 50 офицеров и 4000 нижних чинов. Тем не менее, эта блокада тяжело сказывалась на испанских финансах.

## Осада Гибралтара

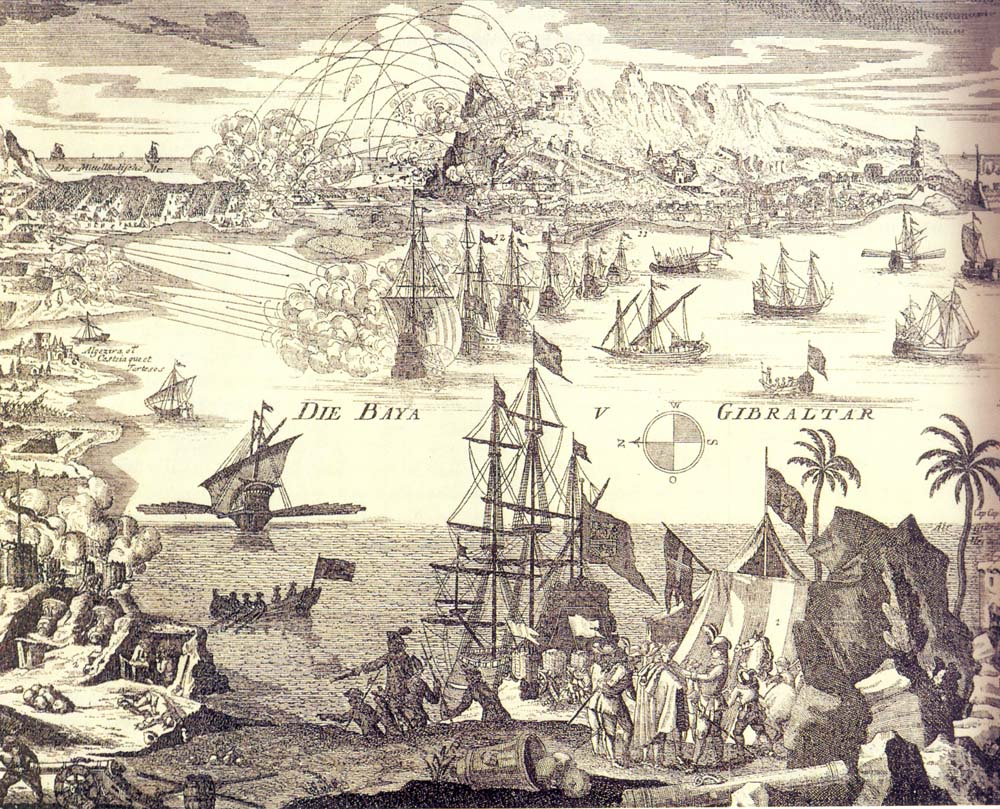
Осада Гибралтара в 1727 г.

В начале 1727 года испанская армия под командованием графа де лас Торреса и маркиза Вербума осадила британский гарнизон Гибралтара. По разным данным, испанские войска насчитывали от 12 до 25 тысяч человек. Число защитников Гибралтара в начале осады было 1500 человек, но увеличилось спустя некоторое время до 5000 человек, так как на выручку подошла английская эскадра из 8 линейных кораблей под командованием адмирала Вагера, снабдила крепость войсками и запасами, а корабли приняли участие в обстреле осадных сооружений испанцев. После этого англичане установили крейсерство в проливе, заблокировали Кадис и захватили много призов. После пятимесячной осады и многочисленных попыток штурма испанцы отступили.
В середине июня 1727 года испанская эскадра в составе четырех кораблей и трех фрегатов пересекла Ла-Манш, захватила пять британских торговых судов и в конце месяца благополучно вернулась в Кадис. 
В феврале 1728 года военные действия были прекращены, и продолжалась только блокада англичанами Вест-Индии.

## Севильский мир
В июне 1727 года было достигнуто перемирие, но только в марте 1728 года начались переговоры, закончившиеся 9 ноября 1729 года подписанием между двумя странами Севильского мирного договора, по которому стороны сохраняли статус-кво. Британия удерживала за собой Гибралтар и Менорку с портом Маон.
С этого времени начались постоянные недоразумения между Англией и Испанией из-за торговли с испанскими колониями в Вест-Индии. Англия стремилась захватить эту торговлю в свои руки и не допустить туда других конкурентов, а Испания противодействовала всяким попыткам Англии проникнуть в Вест-Индию. Это вызвало целый ряд враждебных действий и, наконец, привело в 1739 году к очередной войне, которая была объявлена Англией 19 октября этого же года.